# Лузітанія
38°46′08″ пн. ш. 7°13′05″ зх. д. / 38.7689° пн. ш. 7.2181° зх. д.

Лузітанія у Римські імперії (бл. 125 року)

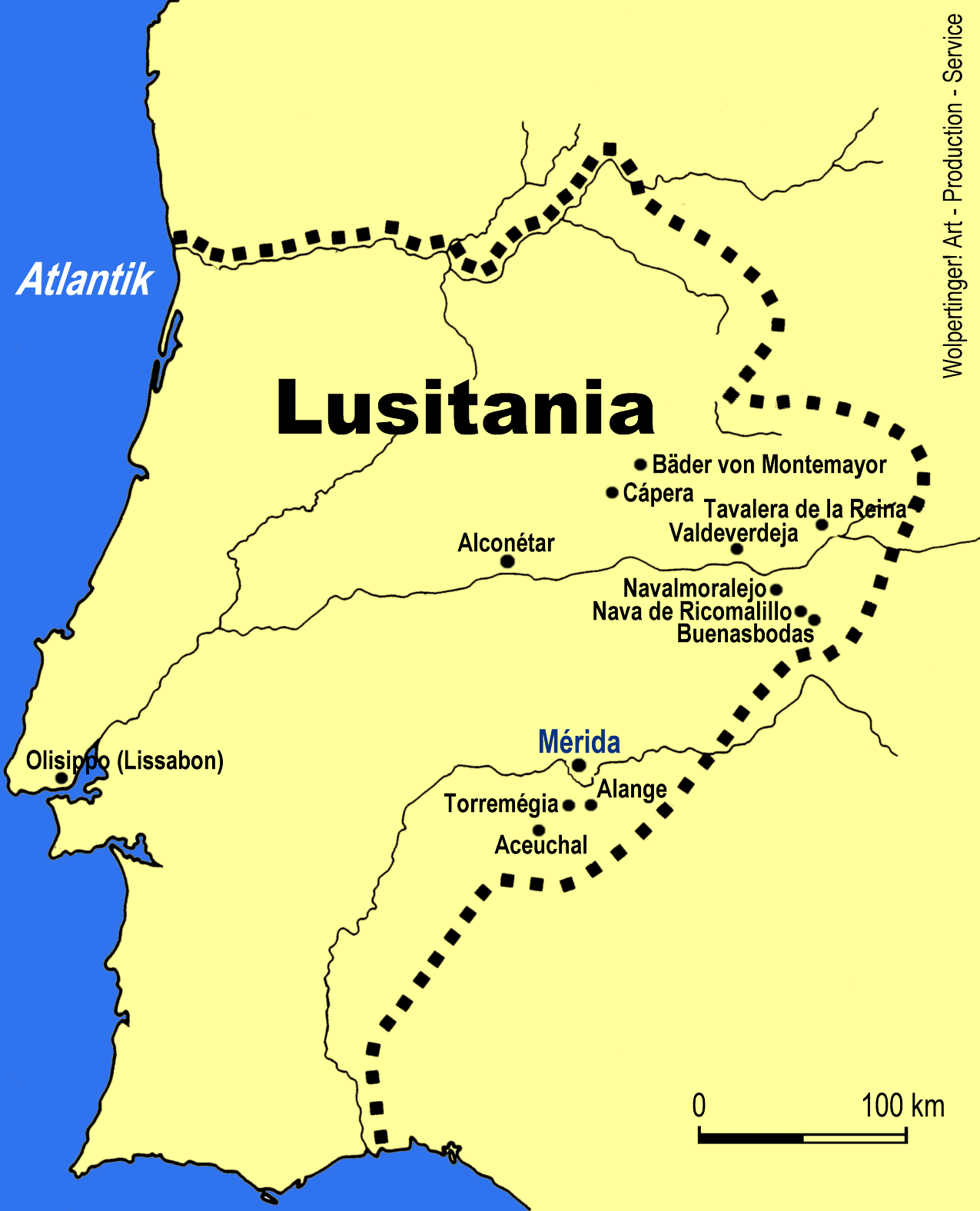
Римська Лузітанія

Лузіта́нія, Люзитáнія (лат. Lusitania клас. лат. locally [luːsiːˈtaːnia]), або Лузіта́нська Іспа́нія (лат. Hispania Lusitana) — у 27 до н. е. — 410 роках римська провінція на заході Піренейського півострова. Займала більшу частину сучасної Португалії та південно-західну Іспанію (частини провінцій Естремадура, Саламанка й Авіла). Названа за іменем автохтонного племені лузітанів. Адміністративний центр — Емерита-Августа (Мерида).
Лузітанія на півночі по річці Дору і на заході по річці Таг межувала з провінцією Таракконська Іспанія, на півдні з провінцією Бетіка. Вперше цю територія приєднав до Риму Гай Юлій Цезар. Однак адміністративно Лузітанія утворилася у 15 році до н. е. внаслідок територіальної реформи Октавіана Августа після відокремлення її від провінції Дальня Іспанія. Економічне значення Лузітанії ґрунтувалося на багатих запасах срібла і заліза, які були вельми затребувані римлянами. Враховуючи, що весь Іберійський півострів був підкорений римлянами і піддався сильній романізації, а також той факт, що Атлантичний океан був природним захисним бар'єром Лузітанії, необхідність у її мілітаризації незабаром відпала, і всі римські легіони були виведені з провінції, яка через своє географічне положення стала найспокійнішим регіоном імперії.
Після розпаду Римської імперії назва Лузітанія зберігалася до пізнього середньовіччя. Лише із заснуванням Португальського графства та його розширенням під час Реконкісти у ХІІІ столітті закріпилась назва Португалія. У літературі «Лузітанія» — метафорично-поетична назва Португалії.

## Назва
- Лузіта́нія, Лузита́нія (порт. Lusitania)
- Лусіта́нія (грец. Λυσιτανία, Lysitanía; лат. Lusitania)

## Страбон
Як повідомляє Страбон у «Географії», Лузітанія — країна, розташована на північ від Тагу (Тежу). Тут мешкають лузітани — найбільший з усіх іспанських народів, з яким римляни воювали найдовше. Південним кордоном Лузітанії слугує Таг, а західним — Атлантичний океан. На півночі й сході вона межує із землями карпетанів, веттонів, ваккеїв і каллаїків, яких деякі сучасники Страбона помилково називали лузітанами. Довжина Лузітанії від миса Нерія — 3 тисячі стадій. Північно-східні райони краю гористі, південно-західні — рівнинні. Країна має родючі землі. Їх пересікають численні річки Таг, Мунда (Мондегу), Вакуа (Вога), Дурій (Дору), Міній (Міню) та інші. Більшість річок частково судноплавні й багаті на золотий пісок.
Масштабний видобуток металічних руд (золота, срібла, міді) розпочався в Лузітанії ще в давньоримську епоху (родовища Альюстрель, Віпаска, Сан Домінго та ін.).

## У культурі
- «Лузітанська хроніка» — середньовічна португальська хроніка.
- «Лузітанос» — андорський футбольний клуб.
- Лузофонія — португаломовна спільнота.
- Лузосфера — португаломовний світ.
- Лузотропікалізм — ідея пріоритетності португальського колоніалізму.
- Лузітанський кінь — португальська порода бойових коней.

### Римське керівництво
- Отон (58-68)
- Луцій Помпей Вопіск Гай Аррунцій Кателлій Целер (75/76-77/78)
- Гай Кальпурній Флак (118—119 — 120—121)
- Авл Авілій Уринацій Квадрат (151—154)
- Корнелій Репентин (185—188)
- Публій Септимій Гета (188—191)
- Рутілій Пуденс Кріспін (225—227)